# Großmeister der Garderobe des Königs

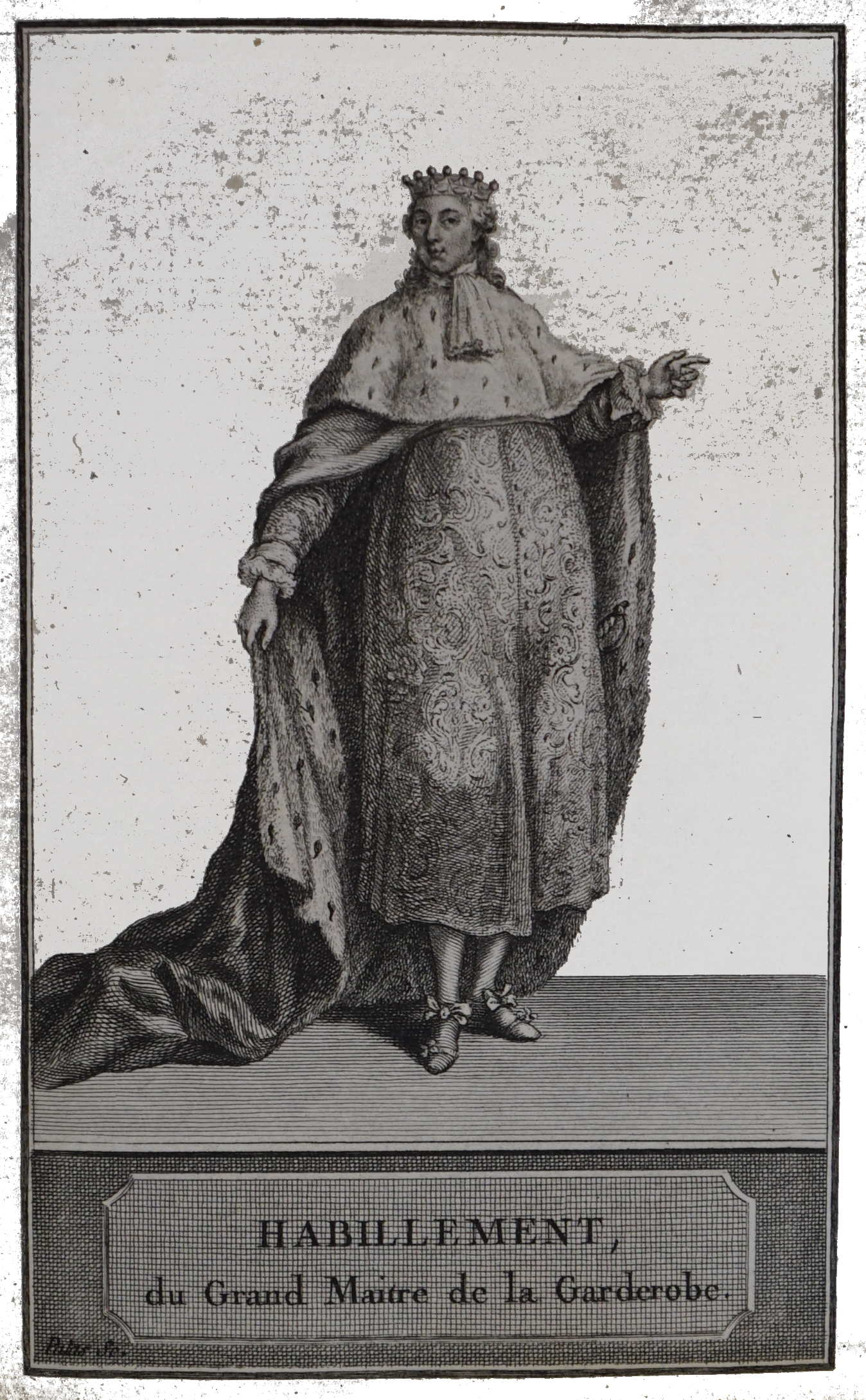
Maître de la garde robe, Gravur von Charles Emmanuel Patas (1744–1802)

Der Großmeister der Garderobe des Königs (grand mâitre de la garde-robe du roi) war einer der Großoffiziere der Krone Frankreichs. Er trug die Verantwortung für die Kleidung des Königs und unterstand dem Großkammerherrn (grand chambellan de France), der für die königlichen Gemächer verantwortlich war.

## Geschichte
Das Amt des Großmeisters der Garderobe wurde von Heinrich IV. 1592 geschaffen. Mit der Thronbesteigung Ludwigs XIII. wurde das Amt zweigeteilt, in dem Sinne, dass zwei Amtsinhaber sich periodisch abwechselten. Ludwig XIV. schuf 1669 das Amt des Großmeisters der Garderobe, das bis zur Revolution bestand.

## Aufgaben
- Der Großmeister der Garderobe kümmerte sich um die Kleidung, die Wäsche und die Schuhe des Königs und verfügte über all diese Gewänder, wenn der König sie ausrangierte.
- Er reichte dem König das Hemd in Abwesenheit der Prinzen von Geblüt und der legitimen Erben, des Großkammerherrn und des diensthabenden Premier Genthilhomme.
- Am Morgen, wenn der König sich ankleidete, legte er ihm das Kamisol und den cordon bleu (das Ordensband im Orden vom Heiligen Geist) an und bekleidete ihn mit seinem juste-au-corps.
- Am Abend, wenn der König sich auszog, reichte er ihm sein Nachthemd und wenig später seine Nachtmütze und sein Nachttaschentuch und fragte ihn, welche Kleidung er am nächsten Tag tragen möchte.
- An hohen Festtagen legte er dem König den Mantel um die Schultern und legte ihm, nachdem er angezogen war, auch das Ordensband um.
- Er hatte seine Wohnung im logis du roi.
- Wenn der König den Botschaftern Audienz gewährte, hatte der Großmeister der Garderobe seinen Platz hinter dem Sessel des Königs, neben dem Premier Gentilhomme und dem Großkammerherrn, und nahm links vom Stuhl des Königs Platz.
- Der Großmeister der Garderobe ließ alle gewöhnlichen Gewänder des Königs anfertigen.
- Die Anfertigung der ersten Kleidungsstücke bei Trauerfeiern sowie der außergewöhnlichen Kleidungsstücke hingegen, z. B. für Bälle, Ballette, Maskeraden, Turniere etc., befahl der Erste Kammerherr.

## Liste der Meister und Großmeister der Garderobe des Königs

### Maîtres de la garde-robe du roi
- 1592–1610 : Antoine de Roquelaure (1543–1625)

Mit der Thronbesteigung Ludwigs XIII. wurde das Amt geteilt:
- Charles d’Angennes (1577–1652), Marquis de Rambouillet, und ab 1610 François V. de La Rochefoucauld (1588–1650)
- Jean de Werignies, Sieur de Blainville
- Henri de Talleyrand-Périgord (1599–hingerichtet 1626), Comte de Chalais
- Armand Nompar de Caumont (um 1580–1675), Marquis de La Force
- Edme de La Châtre (1600–1645), Comte de Nançay
- Henri Coiffier de Ruzé d’Effiat (1620 – hingerichtet 1642), Marquis de Cinq-Mars
- Jean Antoine de Pardaillan de Gondrin (1602–1685), Marquis de Montespan, Duc de Bellegarde.
- 1644 : François de Paul de Clermont (1620–1675), Marquis de Montglat
- 1653 : Charles Maximilien de Belleforière de Soyécourt (um 1619–1679)
- 1656 : Philippe-Guy de Chaumont Quitry (1630–1672)

### Grand maîtres de la garde-robe du roi
Ludwig XIV. schuf für Letzteren 1669 das Amt des Großmeisters der Garderobe, das bis zur Revolution bestand und von folgenden Personen bekleidet wurde:
- 1669–1672 : Philippe-Guy de Chaumont Quitry (1630–1672, am 12. Juni bei der Rheinüberquerung im Holländischen Krieg getötet)
- 1672–1679 : François VII. de La Rochefoucauld (1634–1714), Duc de La Rochefoucauld
- 1679–1718 : François VIII. de La Rochefoucauld (1663–1728), Duc de La Rochefoucauld
- 1718–1758 : Alexandre de La Rochefoucauld (1690–1762), Duc de La Rochefoucauld
- 1758–1783 : Louis François Armand de La Rochefoucauld de Roye (1695–1783), Duc d'Estissac
- 1783–1791 : François XII. de La Rochefoucauld (1747–1827), Duc de Liancourt